# Mathias Lautenschläger
Mathias Lautenschläger (* 29. Januar 1865; † 4. Juli 1932) war ein deutscher Ingenieur und der Erfinder des Dampfsterilisators für Verbandstoffe und OP-Wäsche.

## Leben und Werk
In den 1880er und 1890er Jahren setzten Mediziner wie Robert Koch, Emil von Behring und Ernst von Bergmann neue Maßstäbe für die Krankenhaushygiene und Asepsis. Hierzu gehörte die Behandlung von Verbandstoffen, OP-Wäsche und chirurgischem Instrumentarium mit Wasserdampf zur Abtötung pathogener Keime. Lautenschläger verband diese Ideen mit eigenen und sorgte für die technische Umsetzung. Ein erster Meilenstein war die Konstruktion des weltweit ersten Dampfsterilisierapparates für Tupfer, Verbandstoffe und OP-Wäsche im Jahr 1889 für die von Bergmannsche Klinik in Berlin. Das Original dieses ersten Dampfsterilisators steht heute im Deutschen Medizinhistorischen Museum in Ingolstadt.
Zusammen mit Bergmanns Schüler Curt Schimmelbusch folgten ein Kocher mit Sodazusatz zur Entkeimung chirurgischer Instrumente und Wäschebehälter für die Dampfsterilisation (Schimmelbusch-Trommel), die die OP-Wäsche im Sterilisator vor Nässe schützten und bis zur Verwendung eine Rekontamination verhinderten.
Mathias Lautenschläger trieb die technische Entwicklung der Dampfsterilisation für medizinische Anwendungen in seinem Unternehmen F. & M. Lautenschläger kontinuierlich voran. In den 1920er Jahren entstand in Zusammenarbeit mit dem Berliner Hygieniker Friedrich Konrich ein im Überdruck und bei 120 °C arbeitender Dampfsterilisator, der auch für die Aufbereitung von chirurgischem Instrumentarium geeignet war.
Eine weitere bedeutende Erfindung Lautenschlägers war ein konstant arbeitender Temperaturregler für Brutapparate. Entwicklungspartner in den 1890er Jahren war Robert Koch, zu diesem Zeitpunkt Leiter des Königlichen Instituts zur Erforschung der Infektionskrankheiten in Berlin.

## Auszeichnungen
- Ehrendoktorwürde der Ludwig-Maximilian-Universität München